# Gas Storage Denmark
Gas Storage Denmark AS är ett danskt statligt företag som lagrar naturgas i två av företaget ägda lager i Danmark.
Gas Storage Denmark är ett helägt dotterföretag till det danska gasföretaget, som driver överföringsnätet av naturgas i Danmark. Företagets naturgaslager är Lille Torup Naturgaslager 
(56°38′25″N 9°24′52″Ö / 56.64028°N 9.41444°Ö) på Jylland och Stenlille naturgaslager (55°32′50″N 11°37′25″Ö / 55.54722°N 11.62361°Ö) på Själland.